# Massacre de Daïat Labguer
Le massacre de Daïat Labguer est un massacre qui s'est déroulé le 16 juin 1997, moins de deux semaines après les élections législatives, dans le hameau de Daïat Labguer, commune Medjedel, M'sila, 300 km au sud-est d'Alger. Une cinquantaine (48 selon une source) de personnes ont été tuées par un groupe armé, qui a également enlevé des femmes, tué le bétail et volé des biens. Cinq jours plus tôt,10 juin 1997, 17 autres avaient été tués dans un village à 5 km (dans la daïra de M’djedel). Le massacre a été attribué à des groupes islamistes tels que le Groupe islamique armé.